# Chimäre von Arezzo

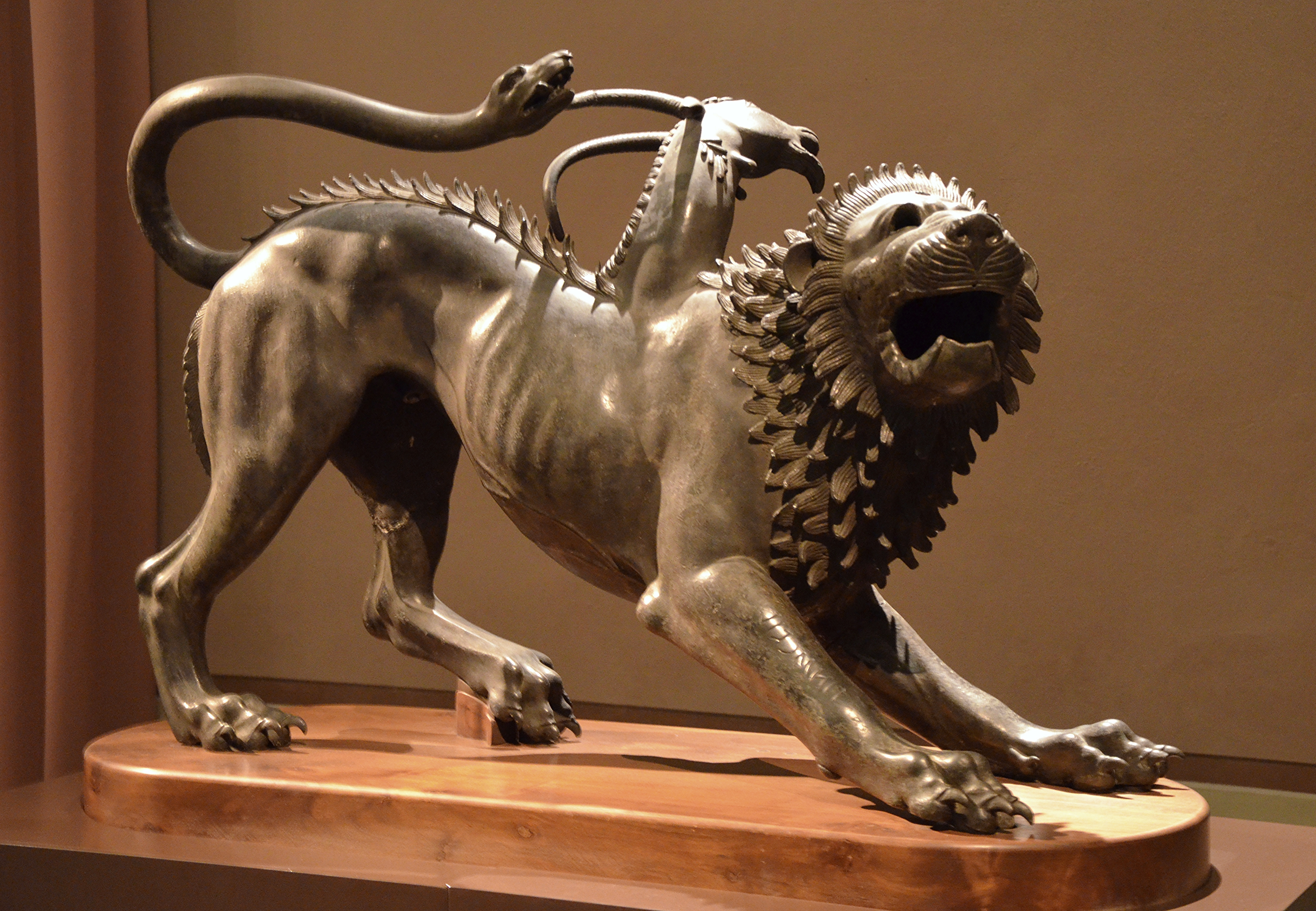
Die etruskische Chimäre von Arezzo

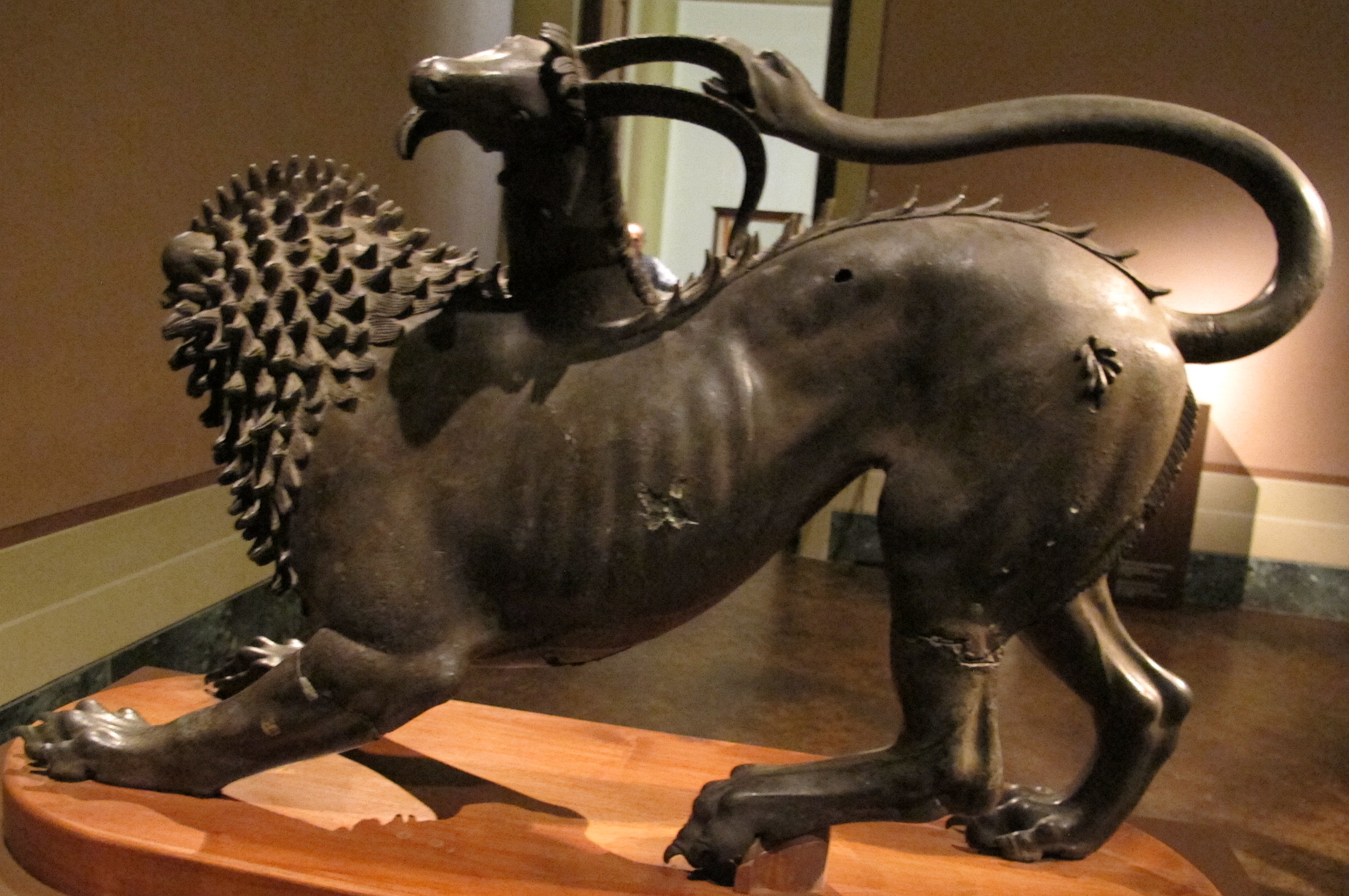
Chimäre von Arezzo

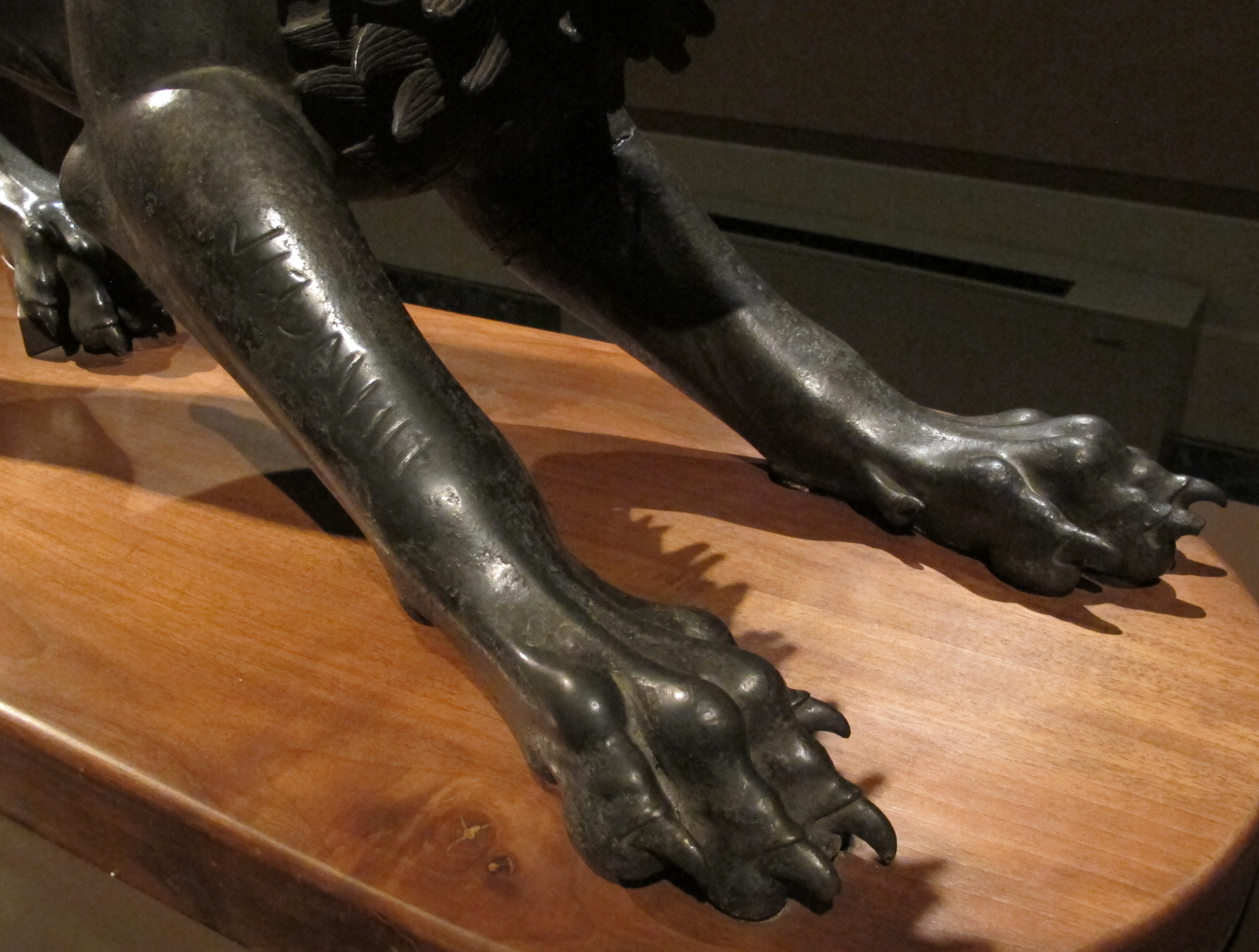
Rechte Pfote mit Inschrift

Die Chimäre von Arezzo ist eines der bekanntesten Beispiele etruskischer Kunst. Es handelt sich um eine Bronzestatue, die am 15. November 1553 in der Toskana beim Bau der mediceischen Festungen in der Umgebung der Stadt Arezzo, die etruskisch-römischen Ursprungs ist, gefunden wurde. Die Skulptur wurde sogleich vom Großherzog der Toskana Cosimo I. de’ Medici seiner Sammlung einverleibt, die öffentlich im Palazzo Vecchio, im Saal Leos X., ausgestellt wurde. Später wurde sie in sein Studio im Palazzo Pitti überführt, in dem, wie Benvenuto Cellini in seiner Autobiografie ausführt, „der Herzog großes Vergnügen darin fand, sie persönlich mit Werkzeugen der Goldschmiede zu reinigen“. Im Jahre 1718 gelangte sie in die Galerie der Uffizien, später schließlich zusammen mit anderen antiken Bronzen in den Palazzo della Crocetta, das heutige Archäologische Nationalmuseum von Florenz, wo sie sich heute noch befindet.
In der griechischen Mythologie war die Chimaira, deren Name Χίμαιρα Chímaira im Griechischen wörtlich „Ziege“ bedeutet, ein feuerspeiendes Ungeheuer, das mit Löwenkopf und -körper, dem Schwanz einer Schlange sowie einem zusätzlichen Ziegenkopf auf dem Rücken dargestellt wurde und das der Sage nach Lykien heimsuchte. Der griechische Held Bellerophon soll mit der Hilfe des geflügelten Pferdes Pegasos die Chimära getötet haben.
Die Figur ist etwa 80 cm hoch, sie wird in das letzte Viertel des 5. oder den Beginn des 4. Jahrhunderts v. Chr. datiert. Die Darstellung zeigt die Chimära im Todeskampf mit ihren Bezwingern; sie ist bereits verwundet; der Ziegenkopf neigt sich sterbend zur Seite. Vermutlich war die Chimäre Teil einer Gruppe mit Bellerophon und Pegasos. Die Chimäre war ein Depotfund von Bronzefiguren, die in der Antike aus Sicherheitsgründen sorgsam vergraben worden waren. Eine Replik aus Bronze steht nun nahe der Fundstelle.
Die Inschrift TINSCVIL auf der rechten Vorderpfote bedeutet „Opfergabe des Tinia“ und weist darauf hin, dass es sich bei der Bronze um ein Votivobjekt handelt, das Tinia, dem etruskischen Hauptgott (dem Äquivalent zu Zeus bei den Griechen), gewidmet war.
Die Bronzefigur wurde von ihren Entdeckern zunächst für einen Löwen gehalten, da ihr Schwanz, der die Form einer Schlange hatte, fehlte. Erst später identifizierte Giorgio Vasari die Statue als Darstellung der Chimära: Vasari antwortet in seinen Ragionamenti sopra le invenzioni da lui dipinte in Firenze nel palazzo di loro Altezze Serenissime einem Gesprächspartner, der ihn fragt, ob es auch wirklich die Chimära des Bellerophon sei:

„Ja, mein Herr, denn es gibt den Vergleich mit den Medaillen aus Rom, die mein Herr, der Herzog, besitzt, mit dem auf dem Hals dieses Löwen aufgesetzten Ziegenkopf, welcher wie Seine Exzellenz sehen kann, auch einen Schlangenkörper besitzt, und wir haben den zerbrochenen Schwanz wiedergefunden, der sich in diesen Bronze-Fragmenten wiederfand, zusammen mit zahlreichen Metallfigürchen, die Seine Exzellenz alle gesehen hat, und die Wunden, die sie am Körper hat, beweisen es, und auch der Schmerz, der sich in der Bewegung im Kopf dieses Tieres erkennen lässt.“

Tatsächlich wurde nach Angaben von Giorgio Vasari unter den kleineren Bronzestücken und Fragmenten ein Teil des Schwanzes entdeckt. Im Jahr 1785 rekonstruierte Francesco Carradori den Schwanz, dessen Schlangenkopf am Schwanzende in ein Horn des Ziegenkopfes beißt, statt sich, wie in belegten Darstellungen auf antiken Münzen, gegen den Angreifer zu richten.
Die Inschrift im rechten Vorderfuß der Figur kann unterschiedlich gelesen werden, aber in letzter Zeit wird allgemein angenommen, dass die Inschrift TINSCVIL (ein Geschenk an Tinia) lautet. Dies zeigt, dass die Figur eine Votivgabe ist, die dem etruskischen Licht- und Himmelsgott Tinia gewidmet ist. Tinia war der höchste etruskische Gott.
Die Staatlichen Antikensammlungen in München haben anlässlich einer Sonderausstellung im Jahr 2015 einen Abguss der Chimäre anfertigen lassen. Diese ziert seitdem den Außenbereich der Antikensammlung am Königsplatz.